# Elecciones municipales de Mozambique de 2018
Las elecciones municipales de Mozambique de 2018 tuvieron lugar el 10 de octubre del mencionado año con el objetivo de renovar las 53 alcaldías, con sus respectivas Asambleas Municipales, para el período 2019-2024, siendo las cuartas elecciones desde el inicio del proceso de descentralización política impulsado por la constitución de 1990.
Los principales partidos políticos, y únicos tres que disputaron la totalidad de las ciudades, fueron el gobernante y dominante Frente de Liberación de Mozambique (FRELIMO), la Resistencia Nacional Mozambiqueña (RENAMO), y el Movimiento Democrático de Mozambique (MDM). La elección cobró importancia por el hecho de que tuvieron lugar mientras se realizaban conversaciones de paz entre el gobierno de Filipe Nyussi y la RENAMO, principal partido de la oposición, que había amenazado con volver a la actividad armada después de las elecciones de 2014, además de que sería el primer desafío electoral que enfrentaría la RENAMO desde la muerte de su líder histórico Afonso Dhlakama (segundo candidato más votado en todas las elecciones presidenciales desde la democratización). Habiendo boicoteado las elecciones de 2013 denunciando fraude electoral, dicho partido no gobernaba ningún municipio al momento de los comicios.
La concurrencia a votar fue mucho más alta de los esperado, con un 59.67% de los votantes registrados emitiendo sufragio, siendo la primera vez desde 1999 en que la participación electoral en cualquier elección mozambiqueña superaba la mitad del registro de votantes. El FRELIMO triunfó en 44 de los 53 circuitos electorales, en varios de ellos por muy escaso margen, mientras que la RENAMO venció en 8 y el MDM retuvo solo la alcaldía de Beira, con su líder nacional Daviz Simango reelegido para un cuarto mandato.
A pesar del claro triunfo oficialista, a nivel nacional el resultado representó la mayor oscilación contraria al FRELIMO en toda su historia electoral, recibiendo solo el 51.78% de los votos, su peor porcentaje histórico. La RENAMO logró el 38.90%, un crecimiento con respecto a las últimas elecciones presidenciales disputadas por Dhlakama, en 2014, y consolidó su presencia política bajo el liderazgo renovador de Ossufo Momade, tomando el control de la ciudad de Nampula, tercera más poblada del país y logrando una cantidad apreciable de votos en la capital, Maputo, un bastión férreo del FRELIMO. Por su parte, el MDM perdió gran parte de su caudal electoral y retuvo la alcaldía de Beira, su principal bastión, con solo el 45.77% de los votos, sin recibir, por primera vez, más del 70% de los sufragios y ganando solo gracias al contrapeso entre el FRELIMO y la RENAMO.
Hubo denuncias de irregularidades y fraude electoral durante gran parte de la jornada, registrándose victorias muy estrechas del FRELIMO en distritos donde la RENAMO mantuvo la ventaja durante la mayor parte del escrutinio, lo que despertó sospechas de parte de la oposición. En Matola, la segunda ciudad más poblada, se registró una dura competencia, venciendo el FRELIMO por solo 2.197 votos. Escenarios similares se repitieron en otros municipios menores. Las denuncias llevaron a la RENAMO a amenazar con romper las negociaciones de paz, aunque finalmente estas condujeron a un nuevo acuerdo de paz, que se firmó solo dos meses antes de las elecciones generales de octubre de 2019.

## Resultados

### Resultado general
|  | 51.78 % |

|  | 38.90 % |

|  | 8.50 % |

|  | 0.22 % |

|  | 0.13 % |

|  | 0.08 % |

|  | 0.06 % |

|  | 0.05 % |

|  | 0.05 % |

|  | 0.04 % |

|  | 0.03 % |

|  | 0.03 % |

|  | 0.03 % |

|  | 0.03 % |

|  | 0.02 % |

|  | 0.01 % |

|  | 0.01 % |

|  | 0.01 % |

|  | 0.01 % |

|  | 0.01 % |

|  | 0.01 % |

|  | 95.39 % |

|  | 1.87 % |

|  | 2.74 % |

|  | 100.00 % |

|  | 59.67 % |

### Desglose por municipio
|  | 55.98 % |

|  | 55.98 % |

|  | 38.09 % |

|  | 38.09 % |

|  | 3.59 % |

|  | 3.59 % |

|  | 2.34 % |

|  | 2.34 % |

|  | 90.66 % |

|  | 6.69 % |

|  | 2.65 % |

|  | 100.00 % |

|  | 56.95 % |

|  | 58.47 % |

|  | 58.47 % |

|  | 39.56 % |

|  | 39.56 % |

|  | 1.97 % |

|  | 1.97 % |

|  | 93.89 % |

|  | 2.81 % |

|  | 3.30 % |

|  | 100.00 % |

|  | 70.29 % |

|  | 51.71 % |

|  | 51.71 % |

|  | 43.89 % |

|  | 43.89 % |

|  | 4.40 % |

|  | 4.40 % |

|  | 92.93 % |

|  | 3.11 % |

|  | 3.96 % |

|  | 100.00 % |

|  | 48.38 % |

|  | 92.05 % |

|  | 92.05 % |

|  | 5.48 % |

|  | 5.48 % |

|  | 2.47 % |

|  | 2.47 % |

|  | 93.77 % |

|  | 2.62 % |

|  | 3.61 % |

|  | 100.00 % |

|  | 58.72 % |

|  | 54.21 % |

|  | 54.21 % |

|  | 39.01 % |

|  | 39.01 % |

|  | 6.14 % |

|  | 6.14 % |

|  | 0.64 % |

|  | 0.64 % |

|  | 95.09 % |

|  | 2.64 % |

|  | 2.24 % |

|  | 100.00 % |

|  | 59.11 % |

|  | 56.95 % |

|  | 56.95 % |

|  | 36.43 % |

|  | 36.43 % |

|  | 5.13 % |

|  | 5.13 % |

|  | 0.75 % |

|  | 0.75 % |

|  | 0.19 % |

|  | 0.19 % |

|  | 0.11 % |

|  | 0.11 % |

|  | 0.11 % |

|  | 0.11 % |

|  | 0.10 % |

|  | 0.10 % |

|  | 0.07 % |

|  | 0.07 % |

|  | 0.07 % |

|  | 0.07 % |

|  | 0.04 % |

|  | 0.04 % |

|  | 0.04 % |

|  | 0.04 % |

|  | 96.56 % |

|  | 2.47 % |

|  | 0.97 % |

|  | 100.00 % |

|  | 63.19 % |

|  | 86.02 % |

|  | 86.02 % |

|  | 9.70 % |

|  | 9.70 % |

|  | 4.28 % |

|  | 4.28 % |

|  | 95.41 % |

|  | 2.77 % |

|  | 1.82 % |

|  | 100.00 % |

|  | 57.37 % |

|  | 87.49 % |

|  | 87.49 % |

|  | 7.19 % |

|  | 7.19 % |

|  | 5.32 % |

|  | 5.32 % |

|  | 95.63 % |

|  | 2.63 % |

|  | 1.74 % |

|  | 100.00 % |

|  | 56.92 % |

|  | 90.53 % |

|  | 90.53 % |

|  | 4.90 % |

|  | 4.90 % |

|  | 4.57 % |

|  | 4.57 % |

|  | 94.63 % |

|  | 3.30 % |

|  | 2.07 % |

|  | 100.00 % |

|  | 60.46 % |

|  | 85.69 % |

|  | 85.69 % |

|  | 8.06 % |

|  | 8.06 % |

|  | 6.25 % |

|  | 6.25 % |

|  | 94.66 % |

|  | 3.31 % |

|  | 2.03 % |

|  | 100.00 % |

|  | 57.76 % |

|  | 89.15 % |

|  | 89.15 % |

|  | 7.19 % |

|  | 7.19 % |

|  | 3.66 % |

|  | 3.66 % |

|  | 95.95 % |

|  | 2.36 % |

|  | 1.69 % |

|  | 100.00 % |

|  | 54.02 % |

|  | 81.21 % |

|  | 81.21 % |

|  | 12.36 % |

|  | 12.36 % |

|  | 6.44 % |

|  | 6.44 % |

|  | 96.03 % |

|  | 2.49 % |

|  | 1.48 % |

|  | 100.00 % |

|  | 56.14 % |

|  | 79.50 % |

|  | 79.50 % |

|  | 15.55 % |

|  | 15.55 % |

|  | 4.95 % |

|  | 4.95 % |

|  | 95.80 % |

|  | 2.43 % |

|  | 1.77 % |

|  | 100.00 % |

|  | 64.83 % |

|  | 57.25 % |

|  | 57.25 % |

|  | 34.92 % |

|  | 34.92 % |

|  | 6.47 % |

|  | 6.47 % |

|  | 1.37 % |

|  | 1.37 % |

|  | 95.56 % |

|  | 2.48 % |

|  | 1.96 % |

|  | 100.00 % |

|  | 57.52 % |

|  | 75.30 % |

|  | 75.30 % |

|  | 16.31 % |

|  | 16.31 % |

|  | 7.53 % |

|  | 7.53 % |

|  | 0.86 % |

|  | 0.86 % |

|  | 93.47 % |

|  | 4.05 % |

|  | 2.48 % |

|  | 100.00 % |

|  | 52.47 % |

|  | 66.04 % |

|  | 66.04 % |

|  | 27.34 % |

|  | 27.34 % |

|  | 6.62 % |

|  | 6.62 % |

|  | 95.80 % |

|  | 2.23 % |

|  | 1.97 % |

|  | 100.00 % |

|  | 55.71 % |

|  | 67.70 % |

|  | 67.70 % |

|  | 28.33 % |

|  | 28.33 % |

|  | 3.96 % |

|  | 3.96 % |

|  | 95.29 % |

|  | 2.59 % |

|  | 2.12 % |

|  | 100.00 % |

|  | 58.65 % |

|  | 45.77 % |

|  | 45.77 % |

|  | 29.26 % |

|  | 29.26 % |

|  | 24.57 % |

|  | 24.57 % |

|  | 0.41 % |

|  | 0.41 % |

|  | 96.54 % |

|  | 2.16 % |

|  | 1.30 % |

|  | 100.00 % |

|  | 64.60 % |

|  | 67.51 % |

|  | 67.51 % |

|  | 22.36 % |

|  | 22.36 % |

|  | 10.13 % |

|  | 10.13 % |

|  | 95.04 % |

|  | 3.40 % |

|  | 1.56 % |

|  | 100.00 % |

|  | 66.80 % |

|  | 72.16 % |

|  | 72.16 % |

|  | 20.54 % |

|  | 20.54 % |

|  | 7.30 % |

|  | 7.30 % |

|  | 96.09 % |

|  | 0.99 % |

|  | 2.92 % |

|  | 100.00 % |

|  | 28.41 % |

|  | 47.13 % |

|  | 47.13 % |

|  | 44.19 % |

|  | 44.19 % |

|  | 8.67 % |

|  | 8.67 % |

|  | 92.65 % |

|  | 3.84 % |

|  | 3.51 % |

|  | 100.00 % |

|  | 67.62 % |

|  | 55.03 % |

|  | 55.03 % |

|  | 40.22 % |

|  | 40.22 % |

|  | 4.75 % |

|  | 4.75 % |

|  | 95.67 % |

|  | 1.82 % |

|  | 2.51 % |

|  | 100.00 % |

|  | 67.15 % |

|  | 63.96 % |

|  | 63.96 % |

|  | 33.73 % |

|  | 33.73 % |

|  | 2.31 % |

|  | 2.31 % |

|  | 96.31 % |

|  | 1.60 % |

|  | 2.09 % |

|  | 100.00 % |

|  | 71.82 % |

|  | 52.57 % |

|  | 52.57 % |

|  | 44.45 % |

|  | 44.45 % |

|  | 2.98 % |

|  | 2.98 % |

|  | 97.11 % |

|  | 1.40 % |

|  | 1.49 % |

|  | 100.00 % |

|  | 62.59 % |

|  | 58.69 % |

|  | 58.69 % |

|  | 37.02 % |

|  | 37.02 % |

|  | 4.29 % |

|  | 4.29 % |

|  | 97.31 % |

|  | 1.21 % |

|  | 1.48 % |

|  | 100.00 % |

|  | 60.67 % |

|  | 59.86 % |

|  | 59.86 % |

|  | 37.02 % |

|  | 37.02 % |

|  | 3.12 % |

|  | 3.12 % |

|  | 97.15 % |

|  | 1.51 % |

|  | 1.34 % |

|  | 100.00 % |

|  | 63.45 % |

|  | 64.72 % |

|  | 64.72 % |

|  | 23.71 % |

|  | 23.71 % |

|  | 11.57 % |

|  | 11.57 % |

|  | 95.76 % |

|  | 1.56 % |

|  | 2.68 % |

|  | 100.00 % |

|  | 66.99 % |

|  | 53.30 % |

|  | 53.30 % |

|  | 39.45 % |

|  | 39.45 % |

|  | 6.52 % |

|  | 6.52 % |

|  | 0.74 % |

|  | 0.74 % |

|  | 93.50 % |

|  | 3.49 % |

|  | 3.01 % |

|  | 100.00 % |

|  | 44.77 % |

|  | 51.93 % |

|  | 51.93 % |

|  | 45.19 % |

|  | 45.19 % |

|  | 2.88 % |

|  | 2.88 % |

|  | 95.30 % |

|  | 2.10 % |

|  | 2.60 % |

|  | 100.00 % |

|  | 58.08 % |

|  | 57.38 % |

|  | 57.38 % |

|  | 39.07 % |

|  | 39.07 % |

|  | 3.55 % |

|  | 3.55 % |

|  | 90.62 % |

|  | 4.70 % |

|  | 4.68 % |

|  | 100.00 % |

|  | 59.88 % |

|  | 71.53 % |

|  | 71.53 % |

|  | 18.28 % |

|  | 18.28 % |

|  | 10.19 % |

|  | 10.19 % |

|  | 93.14 % |

|  | 2.77 % |

|  | 4.09 % |

|  | 100.00 % |

|  | 49.13 % |

|  | 64.56 % |

|  | 64.56 % |

|  | 33.94 % |

|  | 33.94 % |

|  | 1.50 % |

|  | 1.50 % |

|  | 97.30 % |

|  | 0.81 % |

|  | 1.89 % |

|  | 100.00 % |

|  | 77.31 % |

|  | 51.19 % |

|  | 51.19 % |

|  | 41.18 % |

|  | 41.18 % |

|  | 4.37 % |

|  | 4.37 % |

|  | 1.87 % |

|  | 1.87 % |

|  | 1.39 % |

|  | 1.39 % |

|  | 91.37 % |

|  | 5.29 % |

|  | 3.34 % |

|  | 100.00 % |

|  | 58.54 % |

|  | 48.77 % |

|  | 48.77 % |

|  | 37.98 % |

|  | 37.98 % |

|  | 11.53 % |

|  | 11.53 % |

|  | 1.72 % |

|  | 1.72 % |

|  | 91.96 % |

|  | 3.54 % |

|  | 4.50 % |

|  | 100.00 % |

|  | 53.11 % |

|  | 47.82 % |

|  | 47.82 % |

|  | 42.62 % |

|  | 42.62 % |

|  | 8.24 % |

|  | 8.24 % |

|  | 1.32 % |

|  | 1.32 % |

|  | 94.18 % |

|  | 2.66 % |

|  | 3.16 % |

|  | 100.00 % |

|  | 38.79 % |

|  | 47.91 % |

|  | 47.91 % |

|  | 46.83 % |

|  | 46.83 % |

|  | 3.09 % |

|  | 3.09 % |

|  | 2.16 % |

|  | 2.16 % |

|  | 90.03 % |

|  | 3.80 % |

|  | 6.17 % |

|  | 100.00 % |

|  | 48.85 % |

|  | 54.63 % |

|  | 54.63 % |

|  | 40.49 % |

|  | 40.49 % |

|  | 2.80 % |

|  | 2.80 % |

|  | 1.58 % |

|  | 1.58 % |

|  | 0.33 % |

|  | 0.33 % |

|  | 0.17 % |

|  | 0.17 % |

|  | 92.96 % |

|  | 3.54 % |

|  | 3.50 % |

|  | 100.00 % |

|  | 59.75 % |

|  | 59.42 % |

|  | 59.42 % |

|  | 32.20 % |

|  | 32.20 % |

|  | 6.23 % |

|  | 6.23 % |

|  | 1.11 % |

|  | 1.11 % |

|  | 0.61 % |

|  | 0.61 % |

|  | 0.16 % |

|  | 0.16 % |

|  | 0.15 % |

|  | 0.15 % |

|  | 0.12 % |

|  | 0.12 % |

|  | 92.96 % |

|  | 3.54 % |

|  | 3.50 % |

|  | 100.00 % |

|  | 59.49 % |

|  | 46.75 % |

|  | 46.75 % |

|  | 42.58 % |

|  | 42.58 % |

|  | 8.18 % |

|  | 8.18 % |

|  | 2.50 % |

|  | 2.50 % |

|  | 93.13 % |

|  | 3.45 % |

|  | 3.41 % |

|  | 100.00 % |

|  | 44.24 % |

|  | 73.30 % |

|  | 73.30 % |

|  | 21.12 % |

|  | 21.12 % |

|  | 5.02 % |

|  | 5.02 % |

|  | 0.55 % |

|  | 0.55 % |

|  | 95.10 % |

|  | 3.00 % |

|  | 1.90 % |

|  | 100.00 % |

|  | 61.29 % |

|  | 48.05 % |

|  | 48.05 % |

|  | 47.28 % |

|  | 47.28 % |

|  | 4.11 % |

|  | 4.11 % |

|  | 0.16 % |

|  | 0.16 % |

|  | 0.12 % |

|  | 0.12 % |

|  | 0.11 % |

|  | 0.11 % |

|  | 0.11 % |

|  | 0.11 % |

|  | 0.06 % |

|  | 0.06 % |

|  | 96.32 % |

|  | 2.72 % |

|  | 0.96 % |

|  | 100.00 % |

|  | 59.17 % |

|  | 68.65 % |

|  | 68.65 % |

|  | 23.16 % |

|  | 23.16 % |

|  | 8.19 % |

|  | 8.19 % |

|  | 93.79 % |

|  | 4.17 % |

|  | 2.05 % |

|  | 100.00 % |

|  | 59.13 % |

|  | 82.38 % |

|  | 82.38 % |

|  | 10.15 % |

|  | 10.15 % |

|  | 3.74 % |

|  | 3.74 % |

|  | 3.73 % |

|  | 3.73 % |

|  | 95.78 % |

|  | 2.95 % |

|  | 1.27 % |

|  | 100.00 % |

|  | 66.82 % |

|  | 48.84 % |

|  | 48.84 % |

|  | 48.36 % |

|  | 48.36 % |

|  | 3.74 % |

|  | 3.74 % |

|  | 90.69 % |

|  | 7.33 % |

|  | 1.98 % |

|  | 100.00 % |

|  | 60.34 % |

|  | 69.01 % |

|  | 69.01 % |

|  | 28.48 % |

|  | 28.48 % |

|  | 2.51 % |

|  | 2.51 % |

|  | 91.73 % |

|  | 6.00 % |

|  | 2.27 % |

|  | 100.00 % |

|  | 74.95 % |

|  | 54.49 % |

|  | 54.49 % |

|  | 43.02 % |

|  | 43.02 % |

|  | 2.49 % |

|  | 2.49 % |

|  | 95.86 % |

|  | 1.67 % |

|  | 2.47 % |

|  | 100.00 % |

|  | 59.51 % |

|  | 58.69 % |

|  | 58.69 % |

|  | 38.23 % |

|  | 38.23 % |

|  | 3.08 % |

|  | 3.08 % |

|  | 91.13 % |

|  | 6.37 % |

|  | 2.50 % |

|  | 100.00 % |

|  | 59.96 % |

|  | 47.77 % |

|  | 47.77 % |

|  | 47.14 % |

|  | 47.14 % |

|  | 5.08 % |

|  | 5.08 % |

|  | 94.89 % |

|  | 2.67 % |

|  | 2.44 % |

|  | 100.00 % |

|  | 61.10 % |

|  | 51.18 % |

|  | 51.18 % |

|  | 43.93 % |

|  | 43.93 % |

|  | 4.89 % |

|  | 4.89 % |

|  | 91.87 % |

|  | 5.74 % |

|  | 2.39 % |

|  | 100.00 % |

|  | 58.40 % |

|  | 56.87 % |

|  | 56.87 % |

|  | 40.56 % |

|  | 40.56 % |

|  | 2.57 % |

|  | 2.57 % |

|  | 94.02 % |

|  | 3.76 % |

|  | 2.22 % |

|  | 100.00 % |

|  | 64.18 % |

|  | 52.67 % |

|  | 52.67 % |

|  | 41.73 % |

|  | 41.73 % |

|  | 5.60 % |

|  | 5.60 % |

|  | 91.75 % |

|  | 3.63 % |

|  | 4.62 % |

|  | 100.00 % |

|  | 63.08 % |

|  | 50.37 % |

|  | 50.37 % |

|  | 45.90 % |

|  | 45.90 % |

|  | 2.64 % |

|  | 2.64 % |

|  | 0.80 % |

|  | 0.80 % |

|  | 0.29 % |

|  | 0.29 % |

|  | 96.07 % |

|  | 2.19 % |

|  | 1.74 % |

|  | 100.00 % |

|  | 49.65 % |

|  | 59.17 % |

|  | 59.17 % |

|  | 36.09 % |

|  | 36.09 % |

|  | 4.07 % |

|  | 4.07 % |

|  | 0.67 % |

|  | 0.67 % |

|  | 94.08 % |

|  | 3.55 % |

|  | 2.37 % |

|  | 100.00 % |

|  | 65.26 % |